# La Petite Gironde

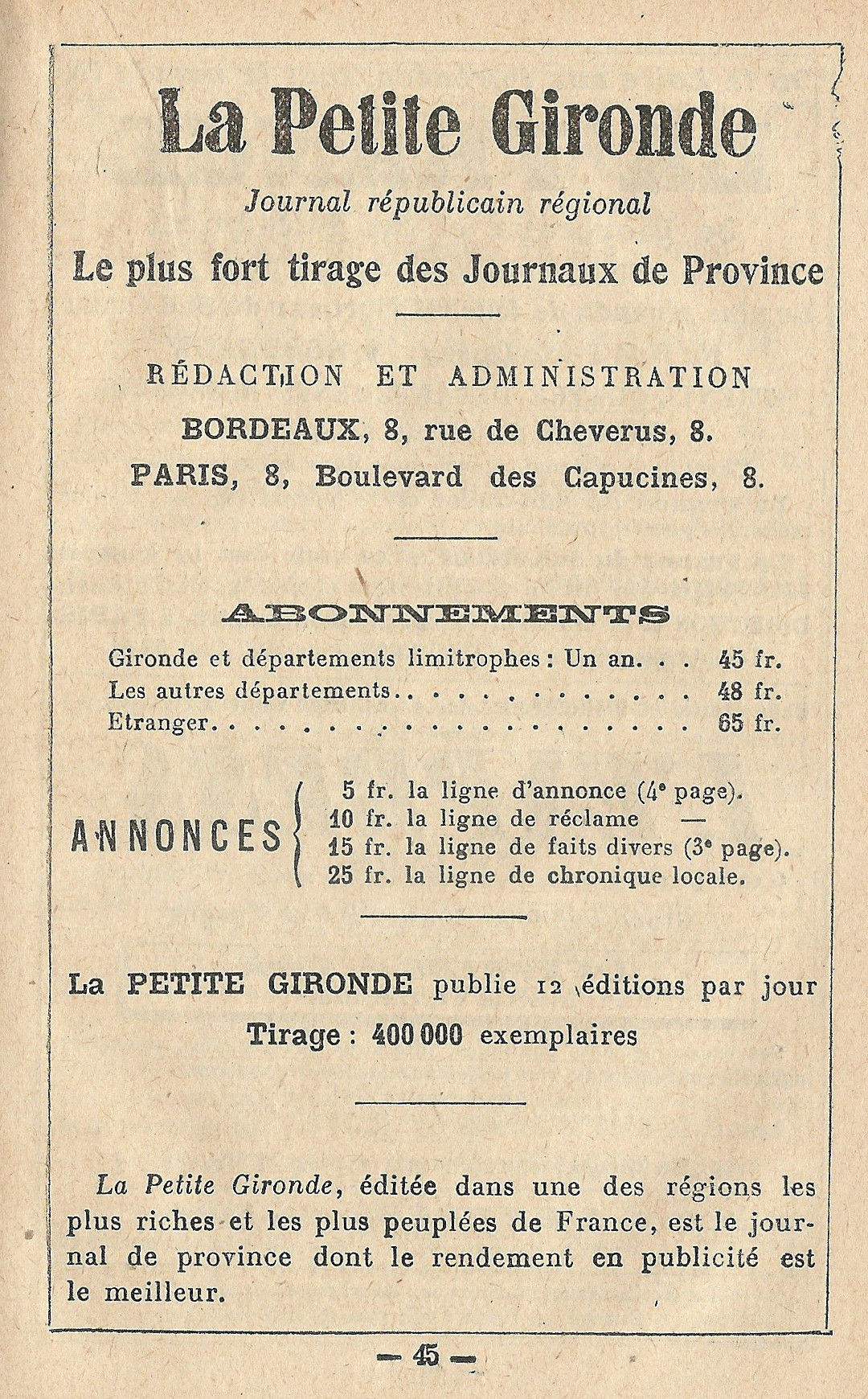
Réclame pour La Petite Gironde, de 1921.

La Petite Gironde a été fondée en 1872, en tant que version à moindre coût du journal quotidien français des régions du Sud-Ouest et du Midi, La Gironde, fondé en 1854 pour lutter contre les idées de Napoléon III.
De tendance « républicaine modérée » — « libérale » dirait-on aujourd'hui — il se voulait un grand journal républicain régional et un produit culturel de large consommation. Centriste modérée à l'origine, sa ligne éditoriale se droitise au fil des années, jusqu'à devenir proche de celle de l'Action française dans l'agitation de la Première Guerre mondiale. Le journal sera collaborationniste durant l'Occupation, ce qui provoquera son interdiction en août 1944.

## Siège
| - Siège de la Petite Gironde. - Gustave Gounouillou (1889). |

L'imprimerie du journal était installée à Bordeaux dans l’hôtel Lecomte de Latresne, rue de Cheverus, édifié en 1739 pour Jean-Baptiste Lecomte, marquis de Latresne, par l'architecte André Portier. Cet hôtel particulier fut acheté en 1859 par l'imprimeur Gustave Gounouilhou qui y installa ses ateliers et alors qu'il publiait le quotidien La Gironde depuis 1854 avec une reparution en 1862, puis le 7 avril 1872, date de création La Petite Gironde lancée au prix de sept centimes. En 1879, les ateliers furent dotés de rotatives. 
La famille Gounouilhou, qui vivait dans sa villa Ker Maden au Moulleau ou au château Climens, et leur allié Jean Gaillard-Bourrageas, constitueront un groupe de presse important et seront aussi actionnaires de la firme cinématographique Pathé.

## Histoire
Le journal La Petite Gironde apparait en 1872 comme une version à moindre coût de La Gironde avant de devenir un journal indépendant dans les années 1880. 
Lors des deux jours de débat à la Chambre des députés consacrés en mai 1895 à la « question juive » (au tout début de l'affaire Dreyfus), le chroniqueur du journal s'inquiète d'un « réveil des passions qui ont ensanglanté le Moyen Âge » et des relais parlementaires de l'antisémitisme, citant en particulier les députés Théodore Denis et le comte d'Hugues. Le jeune bordelais Pierre Lafitte, futur grand patron de presse, y a fait ses débuts.
La famille Chapon, apparentée à la famille Gounouilhou, reprit le journal dans les années 1920. Richard (1901-1991) et son frère Michel Chapon développèrent le journal sur un plus vaste territoire, jusqu'en 1944. Malgré une concurrence âpre, le journal (édité sur un format large : 75 x 50 cm) resta le plus puissant de la région avec près de 250 000 exemplaires quotidiens pour les 22 éditions, en 1927. Il tirait en moyenne à 170 000 exemplaires, parfois à quelque 300 000 exemplaires. Sa diffusion concerna 18 départements du grand Sud-Ouest et du Midi (des Pyrénées-Orientales à la Vendée, jusqu'à la Lozère et l'Hérault). Pour diversifier ses activités, l'entreprise ouvrit à Bordeaux, vers 1930, le Ciné Petite Gironde, durant l'entre-deux-guerres.

## Le journal
Il eut parmi ses collaborateurs, entre autres : André Maurois, académicien, Gaston Bénac, l'ancêtre du journalisme sportif, Gérard Bauër, membre de l'Académie Goncourt, André Lamandé, romancier, André de Wissant, écrivain, Albert Puyou de Pouvourville, romancier aventurier, Raoul Monmarson, écrivain, Jean Bouzerand, journaliste, historien et musicographe ; Henri Amouroux, journaliste et historien et des politiques comme les sénateurs Georges Portmann, Capus (créateur des AOC), René Caillier, Victor Lourties, Théodore Girard, Charles Chaumet ; des députés tels Jean Montigny, Emmanuel Brousse, Georges Ponsot, ancien député radical; Pierre Dumas, qui créa plus tard le quotidien La Victoire à Toulouse et devint député de la Haute-Garonne ; Maurice Ferrus, journaliste et historien ; Pierre de Lano, écrivain.
| - Les rotatives. - Atelier de composition. - Atelier de clicherie. - Atelier d'expédition. |

## Course de l'Ascension

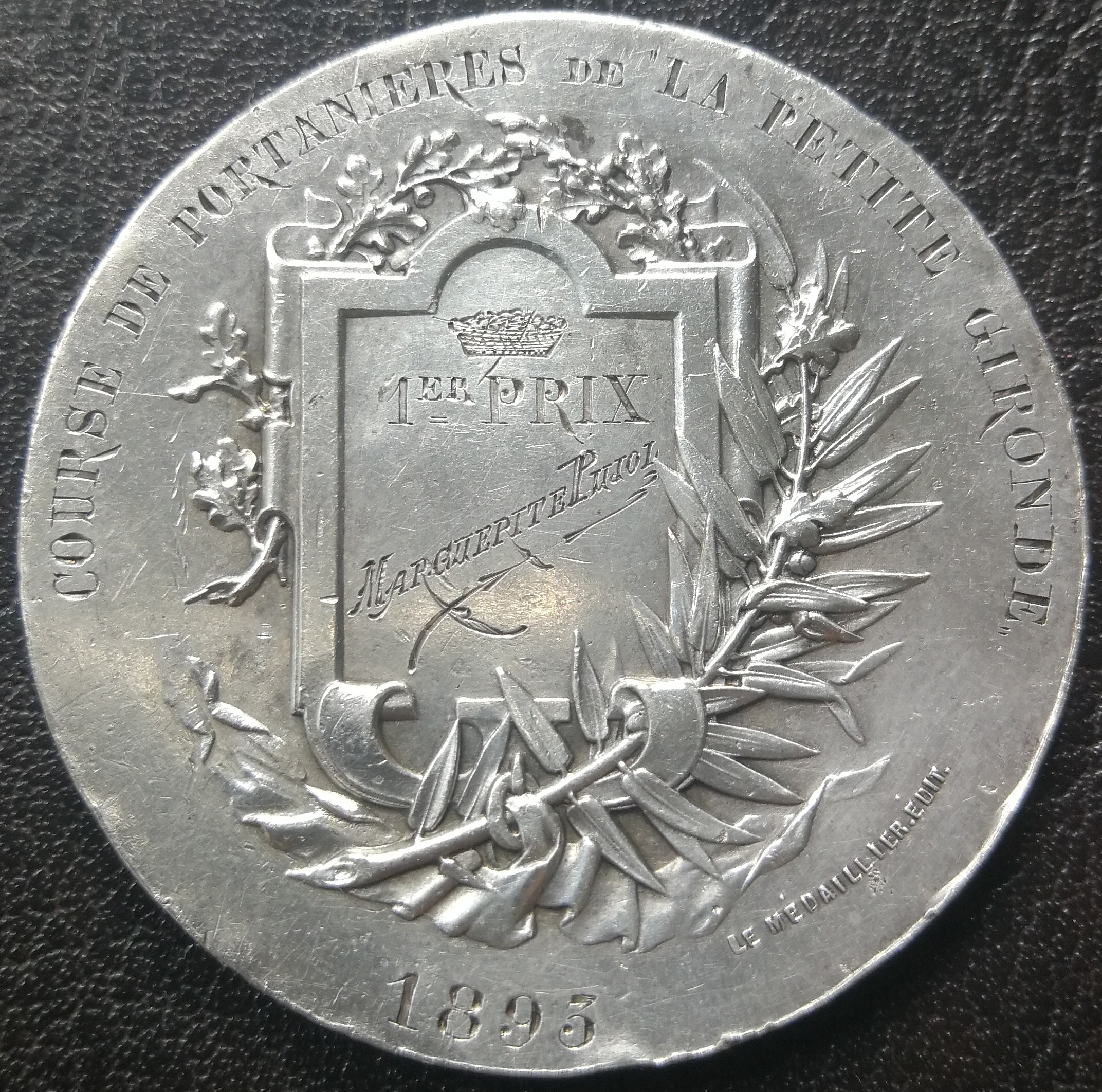
Médaille pour la gagnante de la course de portanières de La Petite Gironde en 1893, collection privée Valjustrotinou.

À l'occasion du week-end de l'Ascension, la Petite Gironde organise traditionnellement une course hippique ainsi qu'un concours original. C'est ainsi qu'en 1892 et 1893 sont organisées des courses d'échassiers et de portanières (nom donné à Bordeaux aux femmes transportant les marchandises aux halles dans de grands paniers posés sur leur tête).
Ces courses sont de grands succès populaires et les chroniqueurs de la Petite Gironde s'enorgueillissent de la création de cette discipline, mais leurs espoirs d'universalisation de ces sports très locaux ne seront pas suivis d'effets et l'expérience ne sera pas reconduites les années suivantes.

## De l'armistice de 1940 à la Libération
L'entreprise de presse créa, en 1940, le journal Le Grand Écho du Midi qui était édité à Toulouse et parut du 14 novembre 1940 au 19 août 1944 (tirage limité à 20 000 exemplaires environ).  
Le 11 novembre 1942, la Wehrmacht occupa la Zone libre française (Opération Anton); cela entravait la situation pour journalistes et rédactions. 
La Petite Gironde, par ses écrits, notamment les éditoriaux de Richard Chapon, directeur du journal, se montra dès 1940, collaborationniste. En 1941, elle prend des parts dans la SARL Inter-France informations (IFI), fondée par l'agence de presse Inter-France, collaborationniste.
Parallèlement, les frères Chapon prennent une part active dans la Résistance, et dès octobre 1942, ils appartiennent aux services de renseignement français à Londres (BCRA). Le général de Gaulle décerne en 1945 la croix de guerre 1939-1945 avec étoile vermeil à Michel Chapon (citation à l’ordre du corps d’armée).
Ni La Petite Gironde, ni Le Grand Écho du Midi ne survécurent aux ordonnances du 6 mai 1944, du 22 et 26 août 1944 et du 30 septembre 1944, cette dernière décrétant la dissolution des titres ayant paru durant l'Occupation. La Petite Gironde qui avait continué à paraître sera interdite de reparution à la Libération. Elle cédera sa place à Sud Ouest, lancé le 29 août 1944 (peu après la libération de la région) par Jacques Lemoîne (1895-1968), fondateur du groupe familial et rédacteur en chef de la Petite Gironde, qui a racheté au Monde, en août 2007, le groupe de presse du Midi (Midi libre, etc.)
Durant la même période les rotatives du journal ont également été réquisitionnées par l'armée allemande pour imprimer« Soldat am Atlantik » (de) un journal en langue allemande destinée aux troupes en garnison sur le Mur de l'Atlantique.

## Citation
Pendant les années de l'Occupation qu'elle passe à Mimizan en tant que réfugiée, Xenia Dénikine s'informe des événements liés à la Seconde Guerre mondiale par son poste de TSF et la presse écrite, notamment La Petite Gironde, qu'elle cite tout au long de son carnet de notes dont sa fille Marina Grey fera un livre intitulé Mimizan-sur-Guerre, Le Journal de ma mère sous l'Occupation. En date du 4 septembre 1944, elle écrit qu'en place de La Petite Gironde décédée, elle trouve un nouveau journal, Sud Ouest, dont les premiers numéros ne sont pas parvenus jusqu'à Mimizan. À cette occasion, elle indique que Sud Ouest est aussi violemment germanophobe que La Petite Gironde était germanophile.